# インフレキシブル (巡洋戦艦)
|          |                                                                 |
| 艦歴     |                                                                 |
| 起工     | 1906年2月5日                                                    |
| 進水     | 1907年6月26日                                                   |
| 就役     | 1908年10月20日                                                  |
| その後   | 1923年にスクラップ                                              |
| 除籍     | 1920年3月31日                                                   |
| 性能諸元 |                                                                 |
| 排水量   | 基準：17,290トン 満載：20,700トン                               |
| 全長     | 172.8m 水線長：162m                                             |
| 全幅     | 23.9m                                                           |
| 吃水     | 8.0m                                                            |
| 機関     | 蒸気タービン、出力46,947馬力                                    |
| 最大速   | 26.48ノット（公試時）                                           |
| 航続距離 | 6,330カイリ（10ノット時）                                       |
| 乗員     | 784名                                                           |
| 兵装     | 45口径30.5cm連装砲4基 50口径10.2cm単装砲16基 45cm水中魚雷発射管 |

インフレキシブル (HMS Inflexible) はイギリス海軍の巡洋戦艦。インヴィンシブル級。

## 艦歴
ジョン・ブラウン造船所で建造。起工、1906年2月5日。進水、1907年6月26日。就役、1908年10月20日。1911年5月26日戦艦「ベレロフォン」と衝突。

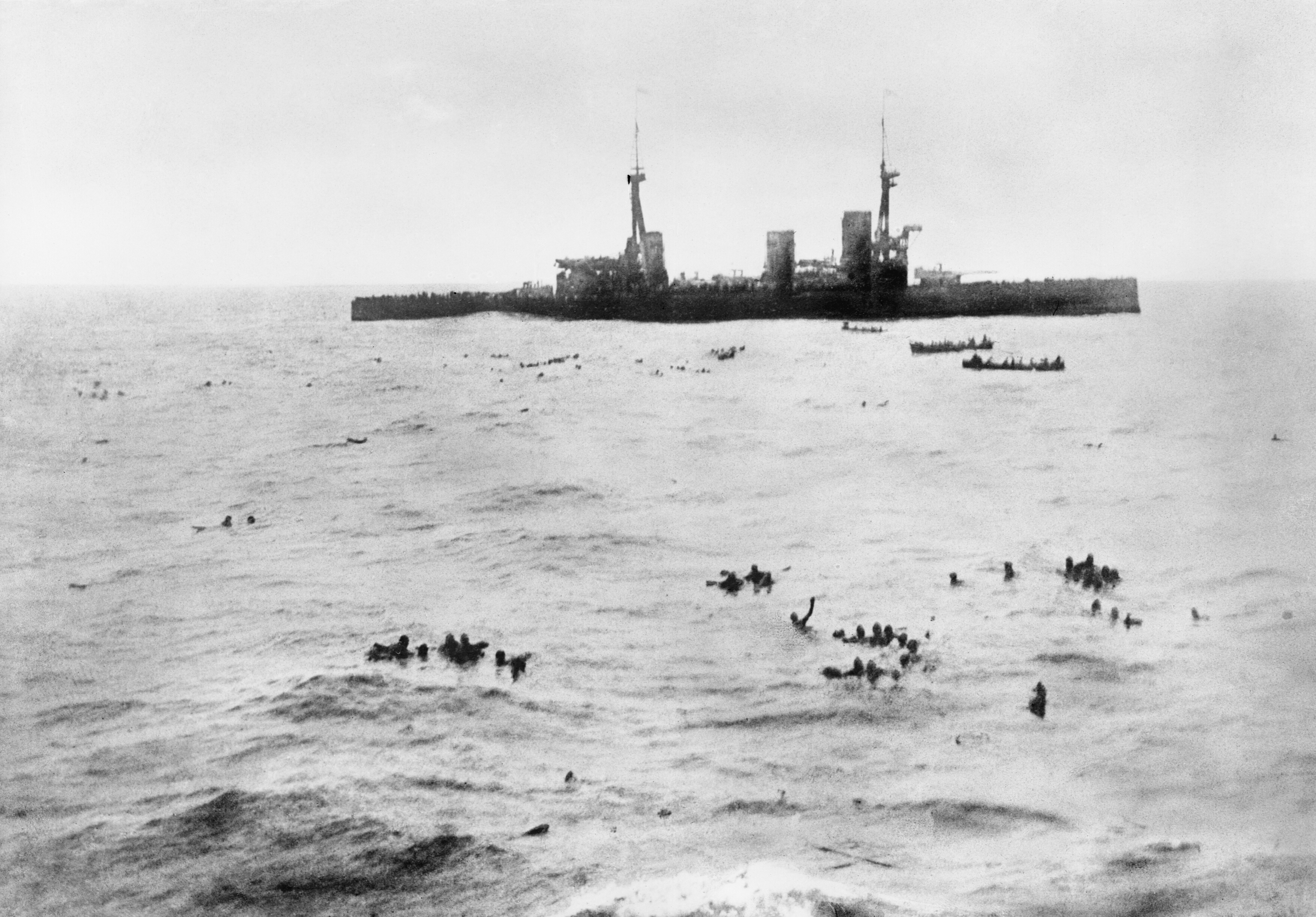
フォークランド沖海戦後、ドイツ海軍の漂流者を引き上げる時に撮影された「インフレキシブル」

第一次世界大戦開戦時には地中海艦隊の旗艦であった。1914年8月4日から10日、ゲーベン追跡戦に参加。8月19日イギリスに戻るよう命じられる。コロネル沖海戦でのイギリスの敗北により1914年11月4日南大西洋へ向かうよう命じられる。12月7日フォークランド諸島に到着。翌日フォークランド沖海戦でドイツ艦隊を撃破した。12月19日地中海へ戻るよう命令され、1915年1月24日ダーダネルス作戦の旗艦となった。3月18日触雷。マルタとジブラルタルで修理後イギリスに戻り1915年6月19日グランドフリートの第3巡洋戦艦戦隊に編入された。1916年5月31日ユトランド沖海戦に参加。8月対ドイツ艦隊の作戦で出撃したが敵と遭遇しなかった。1918年2月1日メイ島沖で潜水艦「K22」と衝突した。
1920年3月31日除籍。1922年12月に売却され翌年ドイツでスクラップとなった。